# Oasis (álbum de Tangerine Dream)
Oasis es la vigésimo tercera banda sonora compuesta por el grupo alemán de música electrónica Tangerine Dream. Publicada en 1997 por los sellos TDI Music y Miramar se trata de la música compuesta para servir como banda sonora a la película documental homónima dirigida por Gary Warriner.
Dave Connolly, en su crítica para AllMusic, indica que "la música se destaca por sí misma musicalmente incluso aunque la vinculación con la temática mostrada parezca un poco vaga. Edgar y Jerome Froese evitan la percusión próxima a los ritmos del club y renuncian a cualquier rastro audible de guitarra eléctrica lo que supone un cambio respecto a la música más orientada al baile en sus últimas grabaciones. Las canciones, ricas en atmósferas, ofrecen una quietud en algunos casos que se acercan a la solemnidad".

## Producción

Panorámica del Monumento Nacional Cedar Breaks (Utah, Estados Unidos)

Tal como sucediera con Canyon Dreams (1991), banda sonora del documental homónimo centrado en el Gran Cañón del Colorado también dirigido por Gary Warriner, Oasis es una película documental que muestra vistas y paisajes de diversos parques naturales de la zona suroeste de Estados Unidos. Así se ven en pantalla panorámicas de los desiertos de Sonora, Nuevo México y Utah y de los parques nacionales Zion, Cañón de Chelly, Gran Cañón, Cañón Bryce, Tierra de Cañones, Bosque Petrificado, Mesa Verde y del monumento nacional Cedar Breaks.
La música fue grabada en 1996 en los estudios Eastgate (Viena) por Edgar y Jerome Froese. En su publicación en disco compacto, no en la edición del documental en formato doméstico en VHS y DVD, la duración de las canciones es mayor que la propia duración del documental. También se incluye una canción, «Chia Maroon», compuesta por Jerome Froese que no está presente en el documental original. Con posterioridad la banda sonora ha sido reeditada en diferentes formatos.  

## Lista de canciones
| N.º   | Título            | Escritor(es)  | Duración |  |
| 1.    | «Flashflood»      | Jerome Froese | 7:00     |  |
| 2.    | «Zion»            | Edgar Froese  | 5:43     |  |
| 3.    | «Reflections»     | Edgar Froese  | 5:08     |  |
| 4.    | «Cliff Dwellers»  | Edgar Froese  | 5:06     |  |
| 5.    | «Waterborne»      | Jerome Froese | 7:20     |  |
| 6.    | «Cedar Breaks»    | Edgar Froese  | 5:08     |  |
| 7.    | «Summer Storm»    | Jerome Froese | 6:06     |  |
| 8.    | «Hopi Mesa Heart» | Edgar Froese  | 5:53     |  |
| 9.    | «Chia Maroon»     | Jerome Froese | 4:10     |  |
| 51:34 |                   |               |          |  |

## Personal
- Edgar Froese - interpretación, ingeniería de grabación, mezcla y producción
- Jerome Froese - interpretación, ingeniería de grabación y masterización
- Christian Gstettner - ingeniería de grabación
- Berry Brooks - asistente de estudio